# جوزيف كولمان كارتر
جوزيف كولمان كارتر (بالإنجليزية: Joseph Coleman Carter)‏ هو مؤرخ أمريكي، ولد في 23 ديسمبر 1941.